# Lagavulin

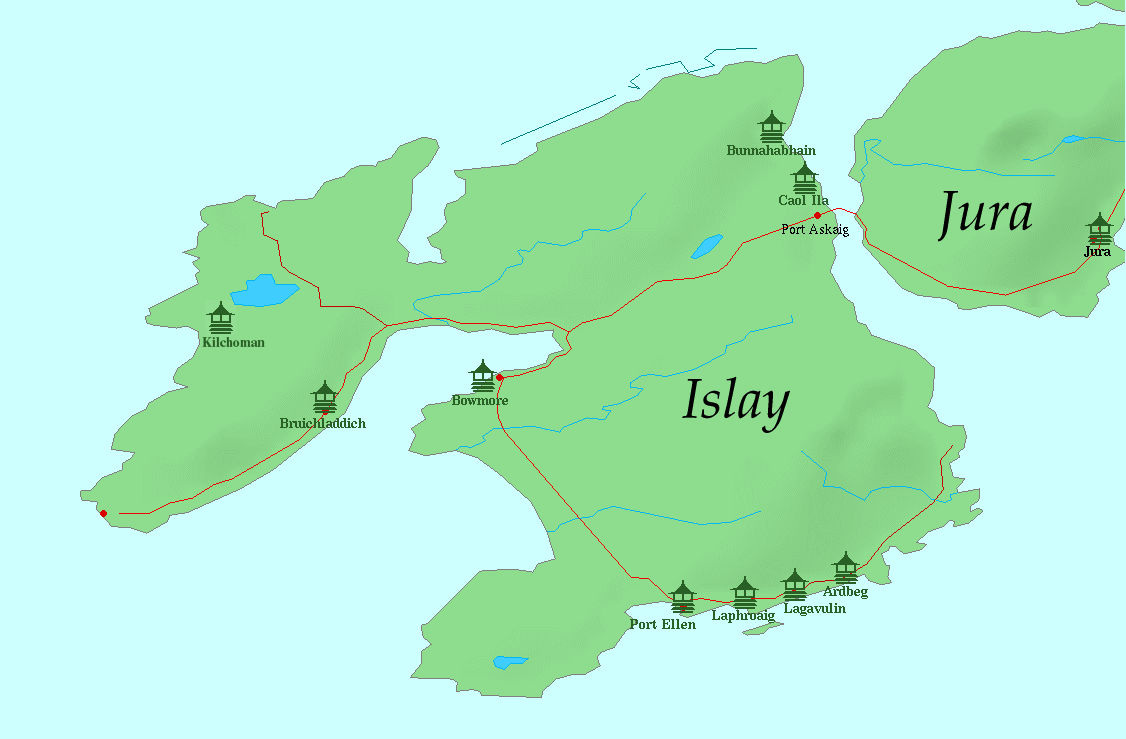
Mapa de les destil·leries d'Islay

Lagavulin és una destil·leria de whisky situada a l'illa d'Islay, a l'oest d'Escòcia. Es tracta d'una de les tres que encara hi ha en funcionament a la costa sud de l'illa, juntament amb Ardbeg i Laphroaig.

## Història
Fundada el 1816, la destil·leria pertany avui al grup Diageo. Fundada sobre unes antigues destil·leries il·legals, de les quals n'hi ha dades des de 1742, Lagavulin va conèixer diferents ampliacions successives. Compta amb dos wash stills i dos spirit stills. La producció és del voltant d'1,7 milions de litres d'alcohol per any.

## Degustació
Lagavulin produeix un whisky caracteritzat per les aromes de turba i de fumat, però menys monolític que els seus veïns de la costa est de l'illa, ja que s'envelleix amb fustes de vi de xerès. Aquesta operació tradicional deixa al nas aromes que recorden la nou, en boca deixa una lleu sensació d'àcid, tals com els esperits que surten del raïm, com l'aiguardent o l'armagnac. El resultat és un whisky equilibrat i fort, molt interessant per beure al final d'un àpat, però reservat als incondicionals, ja que les notes intenses de turba i fumat poden sorprendre els no iniciats.

## Productes
En el mercat podem trobar aquests productes:
- Lagavulin 12 anys special release cask strength, amb la data de producció marcada a l'ampolla.
- Lagavulin 16 anys el clàssic de la gamma i inclòs en els Classic Malts of Scotland 43%.
- Lagavulin distillers edition (afinat en bótes de pedro ximenes) 43%.
- Lagavulin 21 anys, distillé en 1985 (edició limitada de 6642 ampolles, cask strength) 56,5%.
- Lagavulin 25 anys (edició limitada de 9000 ampolles, cask strength) 57,2%.
- Lagavulin 30 anys.
- Lagavulin 12 anys 1980 43%, una raresa, produïda abans que el 12 anys no sortia com a cask strength.
- Lagavulin 1979 Murray Mc David.
- Lagavulin 1984 Murray Mc David.